# سیارک ۴۸۶۳
سیارک ۴۸۶۳ (به انگلیسی: 4863 Yasutani، نامگذاری:1987VH1) چهار هزار و هشتصد و شصت و سومین سیارک کشف شده‌است که در ۱۳ نوامبر ۱۹۸۷ کشف شد.
قدر مطلق سیارک برابر ۱۱٫۸۰ است.